# Prionopelta media
Prionopelta media (лат.) — вид мелких примитивных муравьёв (Formicidae) рода Prionopelta из подсемейства Amblyoponinae.

## Распространение
Индонезия (Irian Jaya).

## Описание
Мелкие земляные муравьи (длина 2-3 мм) желтовато-коричневого цвета. Отличается от других видов своего рода более узким стебельком (петиолем) и более светлой (палево-жёлтой) окраской, более отдалёнными друг от друга ямками0пунктурами на дорзальной поверхности мезосомы. Усики рабочих с 4-члениковой булавой. Глаза рабочих мелкие, расположены в среднебоковой части головы. Жвалы вытянутые, субтреугольные с тремя зубцами: апикальный зубец самый большой, преапикальный зубец самый маленький, третий зубец средней длины. Нижнечелюстные щупики 2-члениковые, нижнегубные щупики состоят из 2 сегментов (формула щупиков 2,2). Шпоры на всех ногах гребенчатые, но на задней паре ног есть дополнительная простая шпора (формула шпор: 1гр-1гр-1гр+1пр). Стебелёк между грудкой и брюшком состоит из одного членика петиолюса, у которого отсутствует задняя поверхность, так как он широко прикреплён к брюшку. Гнездятся в почве под какими-либо объектами (камнями, корнями), муравьи редко появляются на поверхности и фуражируют в припочвенном лиственном слое.

## Систематика
Вид был впервые описан в 2008 году австралийским мирмекологом Стивеном Шаттаком (Shattuck, Steven O.; CSIRO Entomology, Канберра, Австралия) по материалам из Индонезии. Близок к виду Prionopelta opaca.